# Fjelie kyrka
Fjelie kyrka är en kyrkobyggnad i Fjelie. Den tillhör Bjärreds församling i Lunds stift.

## Kyrkobyggnaden
Kyrkan av sandsten uppfördes omkring 1130 och bestod av långhus, kor och absid. Tornet med empervåning tillkom sannolikt något senare. Under 1300-talet slogs gotiska valv i koret och långhuset.
1772 tillkom norra korsarmen och 1802 tillkom den södra korsarmen. Samtidigt förstördes de ursprungliga ingångarna, männens ingång från söder och kvinnornas ingång från norr. Ingångarna hade varsitt vapenhus.

## Kalkmålningar
I taket finns kalkmålningar från olika århundraden. Under 1100-talet tillkom de romanska som dock under 1300-talet retuscherades i absiden, triumf- och tribunbågarna. Under första hälften av 1300-talet tillkom gotiska målningar i valvkapporna. Under 1600-talet och 1700-talet tillkom ett mindre parti målningar över norra sidoaltaret.

## Inventarier
- Predikstolen i renässansstil härstammar från 1600-talet. De fyra evangelisterna finns avbildade i varsitt bildfält.
- I absiden står huvudaltaret som är byggt av omsorgsfullt huggna sandstenskvadrar och är samtida med kyrkan. I långhusets sydöstra hörn står sidoaltaret som även det tillkom samtidigt med kyrkan. Norra altaret är en rekonstruktion som står på ett ursprungligt sockelparti.
- Den medeltida dopfunten är en efterbildning av dopfunten från Dalby heligkorskyrka.
- I södra korsarmen finns ett astronomiskt ur som tillkom 1946.
- I tornet hänger fyra klockor. Äldsta klockan härstammar från medeltiden medan lillklockan är från 1763 och göts om 1907. Övriga två tillkom vid en restaurering på 1940-talet.
- Ett processionskrucifix från 1100-talet är troligen tillverkat i Lund. Numera förvaras det i Lunds universitets historiska museum.

### Orgel
- 1926 byggde  A. Mårtenssons Orgelfabrik AB, Lund en orgel med 11 stämmor.
- 1944 byggde Olof Hammarberg, Göteborg en orgel med 20 stämmor.
- Den nuvarande orgeln byggdes 1982 av A. Mårtenssons Orgelfabrik AB, Lund och har mekanisk traktur och elektrisk registratur. Orgeln har fria och fasta kombinationer. Fasaden är från 1944 års orgel.

| Huvudverk I   | Svällverk II      | Pedal       | Koppel |
| Principal 8'´ | Rörflöjt 8´       | Subbas 16´  | I/P    |
| Gedackt 8'    | Salicional 8'     | Oktavbas 8' | II/P   |
| Oktava 4'     | Voix celeste 8'   | Flöjt 4'    | II/I   |
| Hålflöjt 4'   | Principal 4'      | Fagott 16'  |        |
| Kvint 2 2/3'  | Gemshorn 4'       |             |        |
| Oktava 2'     | Blockflöjt 2'     |             |        |
| Mixtur 4 chor | Ters 1 3/5'       |             |        |
| Corno 8'      | Larigot 1 1/3'    |             |        |
|               | Krumhorn 8'       |             |        |
|               | Tremulant         |             |        |
|               | Crescendosvällare |             |        |